# Eugeen Schepens

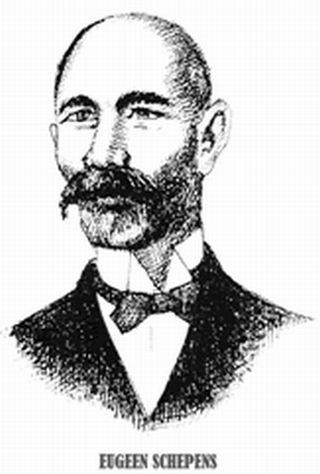
Eugeen (Eugenio) Schepens

Eugeen Schepens (* 1853 in Welden, heute Stadtteil von Oudenaarde, Belgien; † 1923 in Argentinien) war ein belgischer Kolonialpionier.

## Biografie
Als Sohn wohlhabender flämischer Grundbesitzer studierte er in Löwen Physik und wurde Ingenieur. Nach dem 1876 in Argentinien verabschiedeten liberalen Einwanderungsgesetz entschloss sich Schepens, das argentinische Versprechen auf Land für europäische Siedler zu prüfen und begab sich 1880 nach Argentinien. Nach Belgien zurückgekehrt, warb er in Oudenaarde bzw. Antwerpen weitere flämische Bauern und Landarbeiter. 1881 stachen Schepens und die ersten 40 bis 50 Familien von Antwerpen nach Buenos Aires in See und erreichten schließlich die nordargentinische Provinz Entre Rios, wo sie zwischen deutschen, jüdischen und anderen europäischen Kolonisten 1882 eine belgische Kolonie in Villaguay errichteten, die bis 1940 bestand.
Über die Reise nach Südamerika und den Beginn der Ansiedlung der belgischen Kolonisten in Argentinien schrieb er 1882 zunächst auf Spanisch ein Buch, das bald auch ins Niederländische übersetzt wurde und unter den Kolonisten als Anleitung verteilt wurde.
Mit seiner Frau Julia de Vos zeugte er zehn Kinder, deren Nachkommen in Argentinien blieben.

## Werke
- Que fue de ellos: Hechos protagonizados por inmigrantes Belgas llegados a Villaguay a partir de 1882
- Wat is er met hen gebeurd: Handelingen met Belgische immigranten uit Villaguay in 1882